# Павленко, Владимир Антонович
Влади́мир Анто́нович Павле́нко (29 января 1917 — 10 февраля 1997) — главный конструктор и начальник Специального конструкторского бюро аналитического приборостроения Академии наук СССР, Герой Социалистического Труда.

## Биография
Родился 29 января 1917 года на станции Магдагачи (в настоящее время — посёлок Магдагачинского района Амурской области) в крестьянской семье.
В 1930 году с семьей переехал в Ленинград. Окончил физический факультет Ленинградского государственного университета (1941) и был оставлен на кафедре. В период блокады Ленинграда работал на военном заводе.
С 1944 г. преподавал на кафедре аналитической химии ЛГУ. Там же защитил кандидатскую и докторскую диссертации.
С 1954 года главный конструктор и начальник Специального конструкторского бюро аналитического приборостроения Академии наук СССР.
В 1977—1984 директор Института аналитического приборостроения АН СССР.
Под его руководством созданы первые масс-спектрометры, приборы электронного парамагнитного резонанса, хроматографы и автоматические газоанализаторы различных типов. По его предложению построены Вырусский, Смоленский и Орловский заводы для производства аналитических приборов и приборов для научных исследований.
Доктор технических наук. Член-корреспондент Академии наук СССР (1979).
Умер 10 февраля 1997 года. Похоронен на Серафимовском кладбище.

## Награды, премии
Герой Социалистического Труда (09.02.1977). Лауреат Ленинской премии (1963). Награжден двумя орденами Ленина (20.07.1971; 09.02.1977), двумя орденами Трудового Красного Знамени (04.01.1954; 23.07.1959), медалями, в том числе «За трудовое отличие» (21.06.1957).

Могила Павленко на Серафимовском кладбище Санкт-Петербурга.